# Selivanicha
Selivanicha (Russisch: Селиваниха) is een dorp (derevnja) in de selskoje poselenieje van Toeroechansk in het district Toeroechanski van de Russische kraj Krasnojarsk. De plaats telde ruim 100 inwoners bij de volkstelling van 2010.
De plaats ligt aan de rechteroever van de Jenisej en is per weg verbonden met het 10 kilometer zuidoostelijker gelegen districtcentrum Toeroechansk.
Het dorp werd in 1841 gesticht door de verbannen skopts Vasili Berezin. Begin 20e eeuw vormde het een ballingsoord voor bolsjewieken, waaronder Jakov Sverdlov, die hier in 1913 werd bezocht door de eveneens verbannen Jozef Stalin.
Een van de plaatsvormende ondernemingen van het dorp is het energiebedrijf Toeroechanskenergo. Het dorp telt een tweetal winkels, een basisschool met kleuterschool en een filiaal van de bibliotheek van Toeroechansk.
Bestuurlijk centrum: Toeroechansk

Alinskoje · Angoeticha · Bachta · Baklanicha · Bor · Farkovo · Gorosjicha · Igarka · Indygino · Janov Stan · Kangotovo · Kellog · Koerejka · Komsa · Kostino · Lebed · Madoejka · Mirnoje · Podkamennaja Toengoeska · Sandaktsjes · Selivanicha · Soechaja Toengoeska · Soemarokovo · Soergoeticha · Sovjetskaja Retsjka · Starotoeroechansk · Svetlogorsk · Tatarsk · Tsjerno-ostrovsk · Verchneimbatsk · Veresjtsjagino · Vorogovo · Zotino